# Browns Mills
Browns Mills – jednostka osadnicza w Stanach Zjednoczonych, w stanie New Jersey, w hrabstwie Burlington.